# Lee Gold
Lee Gold (née Lee Klingstein le 7 octobre 1942) est une membre de la communauté des fans de science-fiction de Californie. Principalement connue pour Alarums & Excursions (en), elle est une auteure et éditrice reconnue dans le domaine des jeux de rôle et de la musique filk. Elle est juive et américaine. 

## Jeu de rôle
Gold est devenue une personne importante dans la communauté du jeu de rôle après 1975, en tant qu'éditrice Alarums et Excursions, un magazine mensuel de type amateur press association à laquelle de très nombreux concepteurs de jeu de rôle ont contribué,,. Ce périodique a remporté le Charles S. Roberts Award du Meilleur magazine amateur de wargame en 1984, et le Origins Award du Meilleur magazine de jeu en 2000, 2001 et 2002,. Gold a commencé à publier à la demande de Bruce Pelz, qui estimait que les discussions autour de Donjons et Dragons prenait trop de place dans l'APA-L, un autre magazine de type amateur press association, vaguement associé avec la Los Angeles Science Fantasy Society.
Ses publications dans le domaine du jeu de rôle sont : Land of the Rising Sun et Lands of Adventure, édité par Fantasy Games Unlimited; GURPS Japon, édité par Steve Jackson Games; et Vikings, publié par Iron Crown Entreprises. Land of the Rising Sun  (1980) était un jeu de rôle japonais qui utilisait le système de jeu de Chivalry and Sorcery,:74 et Lands of Adventure (1983) utilise un système destiné à jouer des campagnes historiques et fantastiques:75.
Gold a été classée dans le « Top 50 des personnes les plus influentes dans le marché du jeu d'aventure pour Y2000 ». En mars 2016, elle avait publié 497 numéros de Alarums and Excursions et 172 numéros de Xenofilkia , ainsi que les six volumes de Filker Up!, une anthologie de la chanson filk.

## Musique filk
En 1988, Gold (qui avait faisait de la musique filk depuis 1967) a également commencé à publier Xenofilkia, un bimestriel consacré aux paroles de filk (ainsi que quelques partitions de musique). Plus de 400 auteurs-compositeurs y ont contribué, y compris Leslie Fish, Tom Smith et Bob Kanefsky. Bien que Gold ait publié des paroles de musique filk, elle n'a jamais enregistré pour diffuser publiquement sa musique.[réf. nécessaire]
Lee et son mari Barry Gold ont été conjointement intronisés au Filk Hall of Fame en 1997 et ils ont été les invités du festival Interfilk du Ohio Valley Filk Fest en 2000,. Lee et Barry Gold ont été Featured Filkers au festival Boskone en 2006.
En 2012, Gold a publié Dr Jane's Songs, une compilation de toutes les chansons de Dr Jane que Jim Robinson a pu trouver dans ses archives, ainsi que celles que Lee Gold a trouvé à partir d'autres sources. En 2014, elle a publié une compilation de toutes les chansons de Cynthia McQuillin que Gold, Robinson, McQuillin (exécuteurs testamentaires littéraires) ainsi que plusieurs autres personnes ont pu retrouver, soit plus de 450 pages de chansons. Elle a publié de Tom Digby: Along Fantasy Way, une collection d'écrits de Tom Digby pour ConFrancisco de 1993, une convention Worldcon où Digby était invité d'honneur. Elle a aussi publié les écrits d'autres écrivains amateurs de la région de Los Angeles.